# 皮内达德希圭拉
皮内达德希圭拉（西班牙語：Pineda de Gigüela）是西班牙卡斯蒂利亚-拉曼恰昆卡省的一个市镇。总面积29平方公里，总人口129人（2001年），人口密度4人/平方公里。